# Lexell (cráter)

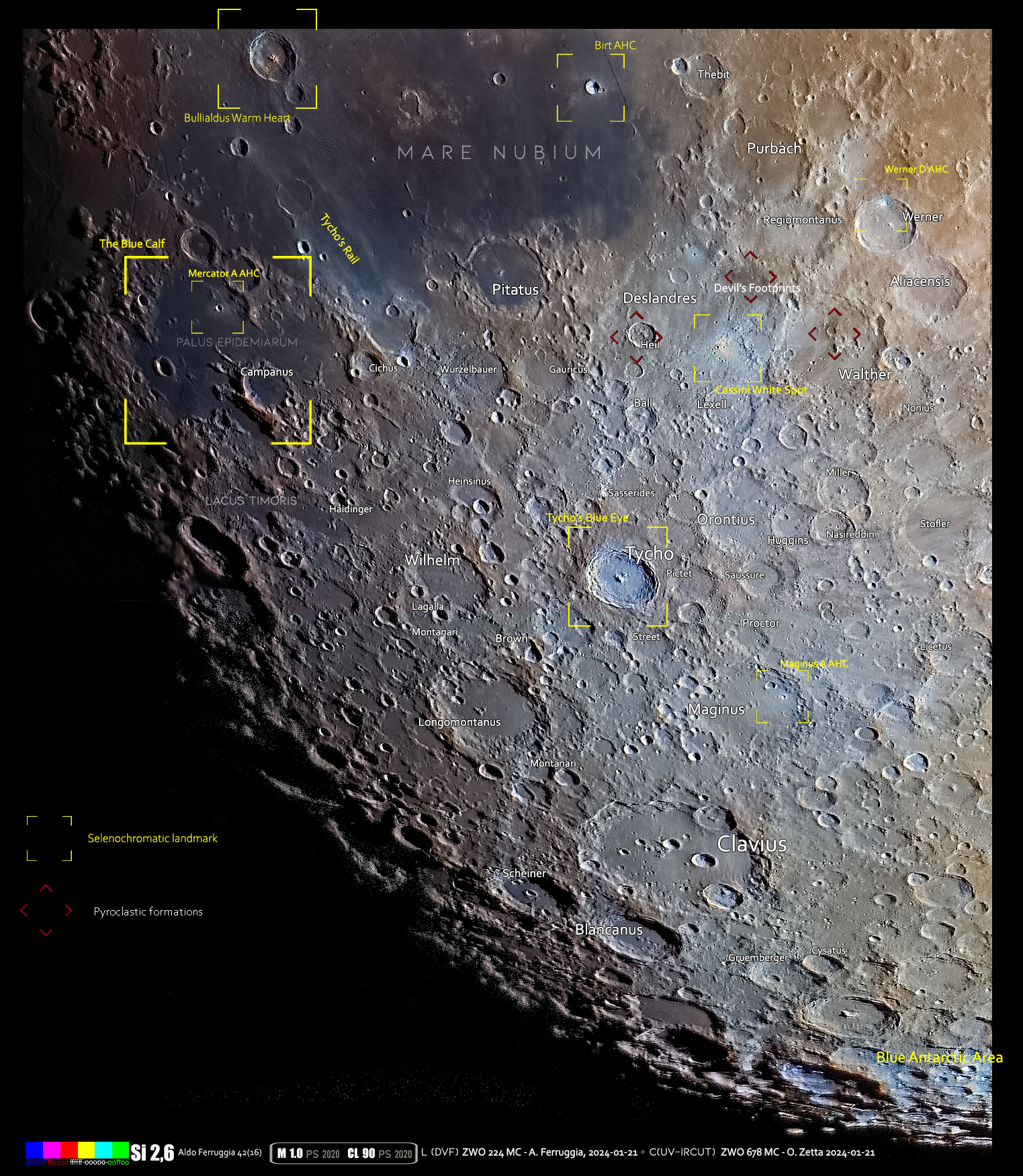
Área del cráter en formato selenocromático

Lexell es un cráter de impacto que se encuentra situado sobre el borde sureste de la enorme planicie amurallada del cráter Deslandres, en la parte sur de la Luna. Al noreste se halla otra llanura amurallada, la del cráter Walther, y al sur se localiza Orontius, una tercera llanura amurallada.
|  |

Se trata de una formación algo irregular con una amplia rotura en el sector norte del brocal. El borde occidental forma una pared baja y arqueada, con Lexell H superpuesto al sudoeste después de cruzar el borde de Deslandres. Presenta una serie de elevaciones interiores en su lado sureste, que finaliza en una cresta accidentada que forma un promontorio. El suelo interior ha resurgido por efecto de la lava al noroeste y en otras secciones del resto del suelo interior. Entre una serie de valles y colinas, se distingue un cráter palimpsesto en la parte media sureste de la plataforma interior.

## Cráteres satélite
Por convención estos elementos son identificados en los mapas lunares poniendo la letra en el lado del punto medio del cráter que está más cercano a Lexell.
|        | \| Lexell \| Coordenadas \| Diámetro \| \| ------ \| ---------------------------- \| -------- \| \| A \| 36°54′S 1°24′O / -36.9, -1.4 \| 34 km \| \| B \| 37°18′S 3°24′O / -37.3, -3.4 \| 23 km \| \| D \| 36°06′S 0°42′O / -36.1, -0.7 \| 20 km \| \| E \| 37°12′S 0°24′O / -37.2, -0.4 \| 16 km \| \| F \| 36°30′S 5°24′O / -36.5, -5.4 \| 8 km \| \| G \| 37°12′S 4°54′O / -37.2, -4.9 \| 10 km \| \| H \| 36°30′S 4°54′O / -36.5, -4.9 \| 10 km \| \| K \| 35°54′S 6°24′O / -35.9, -6.4 \| 10 km \| \| L \| 36°00′S 6°00′O / -36.0, -6.0 \| 8 km \| |          |
| Lexell | Coordenadas | Diámetro |
| A      | 36°54′S 1°24′O / -36.9, -1.4 | 34 km    |
| B      | 37°18′S 3°24′O / -37.3, -3.4 | 23 km    |
| D      | 36°06′S 0°42′O / -36.1, -0.7 | 20 km    |
| E      | 37°12′S 0°24′O / -37.2, -0.4 | 16 km    |
| F      | 36°30′S 5°24′O / -36.5, -5.4 | 8 km     |
| G      | 37°12′S 4°54′O / -37.2, -4.9 | 10 km    |
| H      | 36°30′S 4°54′O / -36.5, -4.9 | 10 km    |
| K      | 35°54′S 6°24′O / -35.9, -6.4 | 10 km    |
| L      | 36°00′S 6°00′O / -36.0, -6.0 | 8 km     |